# 梅里 (意大利)
梅里（義大利語：Merì），是意大利西西里大区墨西拿廣域市的一个市镇。总面积1平方公里，人口2399人，人口密度2399.0人/平方公里（2009年）。ISTAT代码为083047。